# Wenceslas Munyeshyaka
Wenceslas Munyeshyaka (né à Astrida le 30 juillet 1958) est un réfugié politique rwandais suspecté de participation au génocide de 1994 avant de bénéficier en France d'un non-lieu définitif, connu pour avoir été prêtre de l'église catholique avant d'être définitivement renvoyé de l'état clérical en 2023. 

## Biographie
Wenceslas Munyeshyaka, officiait comme prêtre au moment du génocide des Tutsi au Rwanda à la paroisse Sainte-Famille de Kigali. Il est accusé par le Tribunal Pénal International pour le Rwanda et par des rescapés du génocide, d’avoir organisé plusieurs massacres, notamment parmi les Tutsis réfugiés dans sa paroisse, et d’en avoir tué plusieurs lui-même. Réfugié à Goma (Congo) il signe, le 2 août 1994, la Lettre des prêtres du diocèse du Rwanda réfugiés à Goma (Zaire) adressée au Très Saint Père, le pape Jean-Paul II dans laquelle le génocide des Tutsi est nié.  
L'homme vit en exil en France, depuis septembre 1994, en particulier, de 2001 à 2021, avec l'appui du diocèse d'Evreux, à Gisors, où il officiait comme prêtre coopérateur et aumônier des Scouts de France.  
Il a été arrêté à Bourg-Saint-Andéol et mis en détention le 28 juillet 1995, il a été libéré le 10 août 1995 sur décision de la cour d'appel de Nîmes. Faisant l’objet d’un mandat d'arrêt international délivré par le TPIR, Wenceslas Munyeshyaka a été interpellé à Gisors le 20 juillet 2007, puis libéré le 1er août 2007. Arrêté à nouveau le 5 septembre 2007 sur la base d'un deuxième mandat d'arrêt du TPIR, il a été à nouveau remis en liberté sous contrôle judiciaire par la cour d'appel de Paris, le 20 septembre 2007. Cette seconde remise en liberté a été qualifiée de « péripétie judiciaire » par le porte-parole du TPIR. 
Le 30 octobre 2019, la Cour de cassation a validé un arrêt de non-lieu (pris par la cour d’appel de Paris, le 21 juin 2018), faute de charges suffisantes, qui a donc mis un terme à la procédure judiciaire à l'encontre du père Wenceslas Munyeshyaka.
En 2021, le diocèse d'Evreux lui interdit « exercer un ministère presbytéral, de conférer ou célébrer tout sacrement » après qu'il a reconnu quelques mois auparavant un fils biologique né en 2010. Il en aurait eu d'autres avec deux ou trois autres femmes de Gisors,. Le 23 mars 2023, il est, pour cette raison, renvoyé de l'état clérical par le pape François, sans possibilité de recours,.

## Procédures judiciaires

### En France
Le 25 juillet 1995, une information est ouverte contre Munyeshyaka par le juge d’instruction de Privas pour « génocide, crimes contre l’humanité et participation à un groupement formé ou à une entente établie en vue de la préparation de ces crimes sur le fondement du principe de la compétence universelle prévue dans la convention de New York de 1984 contre la torture », la combinaison des 689-1 et 689-2 du nouveau Code de procédure pénale donnant aux juridictions françaises la possibilité de poursuivre et de juger, en France, toute personne ayant commis des actes de torture hors du territoire français. 
La Chambre d’accusation de la Cour d’appel de Nîmes déclare le 20 mars 1996 que la France est incompétente pour juger des crimes de génocide commis à l’étranger, par un étranger, contre des étrangers.
La Chambre criminelle de la Cour de cassation casse la décision de la Cour d’appel de Nîmes  et ordonne la reprise des poursuites engagées en 1995 contre Wenceslas Munyeshyaka 
L’affaire est renvoyée devant la chambre d’accusation de la Cour d'appel de Paris qui, le 23 juin 1999, étend le domaine de compétence du juge français au génocide et au crime contre l’humanité.
La lenteur de la procédure a valu à la France une condamnation par la CEDH, à la suite d'une saisie d'Yvonne Mutimura, une des plaignantes de l'affaire.

### Auprès du TPIR
L'acte d'accusation du Tribunal pénal international pour le Rwanda  a retenu contre lui les chefs de génocide, viol, extermination, assassinat et crime contre l’humanité. En vertu de l'article 11bis du Règlement de Preuve et de Procédure du TPIR, et en prévision de la fermeture prochaine du TPIR, le Procureur Hassan B.Jallow, a demandé que Wenceslas Munyeshyaka soit jugé par un tribunal français.
La cour d'appel de Paris l'a remis en liberté le 1er août 2007. La chambre de l'instruction a estimé que le mandat d'arrêt du TPIR ne pouvaient pas être mis à exécution, notamment au regard de la loi sur la présomption d'innocence. Elle a donc ordonné la libération immédiate de Wenceslas Munyeshyaka. Le parquet général ne s'est pas pourvu en en cassation. Le 14 août 2007, le TPIR émet un nouveau mandat d’arrêt et le 5 septembre 2007 Wenceslas Munyeshyaka est à nouveau arrêté puis le 19 septembre 2007, il est remis en liberté avec un placement sous contrôle judiciaire. Le 20 novembre 2007, une chambre de première instance du TPIR désignée en vertu de l'article 11bis a ordonné que "l’affaire le Procureur c. Wenceslas Munyeshyaka soit renvoyée aux autorités françaises, à charge pour celles-ci d’en saisir immédiatement la juridiction compétente dans leur État". Treize ans après le génocide des Tutsi, Wenceslas Munyeshyaka est (avec Laurent Bucyibaruta) le premier présumé génocidaire rwandais à être jugé en France. En outre (toujours avec Laurent Bucyibaruta), il est le premier accusé par un Tribunal International renvoyé vers un pays où le crime n'a pas été commis (le TPIY n'a renvoyé des accusés que vers des pays de l'ex-Yougoslavie et le TPIR avait renvoyé sept accusés vers la justice  rwandaise à la date du 25 juin 2012.
Le 30 octobre 2019, la Cour de cassation valide un arrêt de non-lieu (pris par la cour d’appel de Paris, le 21 juin 2018), faute de charges suffisantes, qui met donc un terme à la procédure judiciaire à l'encontre du père Wenceslas Munyeshyaka.

### Au Rwanda
Le 26 novembre 2006, un tribunal militaire a condamné par contumace l'abbé Wenceslas Munyeshyaka, à la prison à vie,. Selon la loi rwandaise, des civils qui ont collaboré avec des militaires dans l'exécution d'un crime peuvent être jugés par un tribunal militaire. Wenceslas Munyeshyaka était coaccusé avec le général Munyakazi qui a été également condamné à la prison à vie. De nombreux témoins avaient soutenu durant le procès que l'ancien officier et le prêtre s'étaient entendus pour livrer aux tueurs des Tutsis qui s'étaient réfugiés à l'église de la Sainte-Famille, à Kigali, dès avril 1994.

## Dans la presse
« L'abbé Munyeshyaka a reconnu avoir autorisé « comme d'habitude » les miliciens à rentrer au vu du document. Le curieux homme d'Église, pistolet à la ceinture et gilet pare-balles, se défend d'avoir livré des enfants à la milice, comme il l'a, dit-il, entendu à la radio. « C'était des adultes, alors vous voyez... », a précisé l'ecclésiastique, en fustigeant les 400 réfugiés qui ont "eu la chance de faire partie lundi du convoi de l'ONU" d'avoir ensuite osé « témoigner, sur les antennes de la radio rebelle, des massacres perpétrés par les miliciens à l'église Sainte-Famille ». « Évidemment, ça a excité les miliciens, et je comprends qu'ils soient revenus le lendemain pour en enlever une cinquantaine. » »

— Alain Frilet, « Kigali, l'enfer de l'église Sainte-Famille », Libération,‎ 17 juin 1994

« Le Père Wenceslas, le vicaire de la paroisse, un prêtre rwandais, est le seul ecclésiastique resté sur place. « Je ne pouvais pas partir en abandonnant mes gens, dit-il, je veille sur eux du mieux que je peux ». Le Père Wenceslas n'est pas un curé comme les autres. Il porte un gilet pare-balles dont la poche ventrale laisse distinctement apparaître les contours d'un pistolet automatique. « C'est un 9 millimètre, confie-t-il, j'en ai besoin pour ma propre sécurité. On peut vouloir me tuer n'importe quand. - Je pensais que vous étiez sous la protection de Dieu ? - Par les temps qui courent, cela ne suffit pas.
Le vicaire-soldat est fidèle à son poste. S'il convient que des miliciens sont venus « de temps à autre » chercher des Tutsis qu'ils tuaient ensuite, il explique que d'autres miliciens conduisent « tous les soirs des dizaines de nouveaux réfugiés » dans son église. « Dans les milices, il y a des vauriens, mais il y a aussi des jeunes très bien » affirme-t-il, en soulignant qu'« on ne peut s'opposer à des bandes armées » et ajoutant : « Dans ces situations-là, il faut de la persuasion, de la douceur ». Le Père Wenceslas -contrairement aux militaires de la MINUAR - est sûr que les miliciens qui sont venus, il y a une dizaine de jours chercher plusieurs dizaines de Tutsis « n'ont pas tué soixante personnes mais une quarantaine ». Il ne sait pas où ils ont été massacrés ni où ils sont enterrés. Discrètement, dans son dos, une femme affirme qu'ils sont dans une fosse commune derrière l'économat. Interrogé, le prêtre dément farouchement. Mais ses convictions politiques sont au moins aussi fortes que sa foi. « Jamais le FPR ne gouvernera ce pays. Les Tutsis ne représentent que 8 % de la population. Une minorité ne peut pas diriger une majorité. Les attaques des rebelles ont mené aux représailles. C'est de leur faute si autant de Tutsis ont été tués », dit-il en se justifiant : « Ma mère est tutsie. Il n'y a plus au Rwanda de familles purement tutsies ou hutues. Au fil du temps, nous sommes tous le produit d'unions mixtes. » » »

— Frédéric Fritscher, «  Un jour comme les autres à Kigali  », Le Monde,‎ 1er juillet 1994

« Le père Wenceslas, qui était l'interface des miliciens auprès des réfugiés et qui portait un 9mm sous son gilet pare-éclats, a choisi de fuir avec les troupes gouvernementales dans leur retraite. »

— Alain Frilet, « On a fini par prendre Kigali !  », Libération,‎ 5 juillet 1994